# Дел Броко (Фрозиноне)
Дел Броко је насеље у Италији у округу Фрозиноне, региону Лацио.
Према процени из 2011. у насељу је живело 102 становника. Насеље се налази на надморској висини од 180 м.